# Kunststoffindustrie

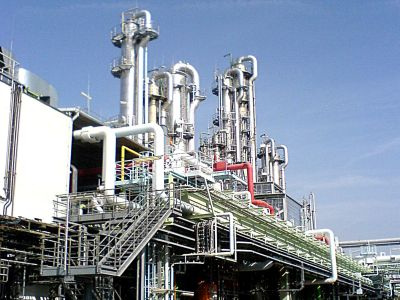
Anlage zur Herstellung und Reinigung von Monomeren im Chemieunternehmen Ticona in Kelsterbach bei Frankfurt

Die Kunststoffindustrie ist ein wichtiger industrieller Zweig. Sie umfasst neben der Kunststofferzeugung als Teil der chemischen Industrie auch die Kunststoffverarbeitung, den Kunststoffmaschinenbau als auch Recyclingunternehmen.

## Statistik
Polyethylen ist der weltweit mit Abstand am häufigsten verwendete Standardkunststoff und wird in erster Linie für Verpackungen verwendet. Polyethylenterephthalat (kurz PET) hat vielfältige Einsatzbereiche und wird unter anderem zur Herstellung von Kunststoffflaschen (PET-Flaschen), Folien und Textilfasern verwendet; im Jahr 2016 lag die Produktion bei 56 Millionen Tonnen.
Polypropylen ist der am zweithäufigsten verwendete Standardkunststoff und wird ebenfalls häufig für Verpackungen verwendet. Für die Produktion von Polypropylen werden ungefähr zwei Drittel des weltweit hergestellten Propens verbraucht.
Im Durchschnitt wuchs die Produktion von Kunststoffen seit 1950 um ca. 8,4 % pro Jahr und damit 2,5 mal so schnell wie das durchschnittliche Bruttoinlandsprodukt. Zwischen 1950 und 2015 wurden weltweit rund 8,3 Mrd. Tonnen Kunststoff hergestellt – dies ergibt etwa 1 Tonne pro Kopf der Weltbevölkerung. Die Hälfte der Produktion stammt aus den letzten 13 Jahren.

## Produktion
Vor allem nach 1950 nahm aufgrund der zahlreichen Erfolge auf dem Gebiet der Polymerchemie die Produktion von Kunststoffen enorm zu. Durch die Entwicklung der Thermoplaste und insbesondere von entsprechenden Verarbeitungsverfahren konnten Formteile jetzt auf unschlagbar billige Weise hergestellt werden. Kunststoff wurde von einem Ersatzstoff mit besonderer Bedeutung zu einem Werkstoff für die industrielle Massenfertigung. Der Pro-Kopf-Verbrauch an Kunststoffen lag im Jahr 2000 bei 92 kg in Westeuropa, 13 kg in Osteuropa, 130 kg in Nordamerika, 19 kg in Lateinamerika, 86 kg in Japan, 13 kg in Südostasien und 8 kg im Mittleren Osten und in Afrika.
Die Kunststoffindustrie ist bis heute eine Wachstumsbranche, wobei die Herstellungskapazitäten in Asien zwischen 2006 und 2008 die führenden und etwa gleich starken Regionen Europa sowie Nord- und Südamerika überholten. 2006 erzielten in diesem Bereich in Deutschland 3570 Unternehmen mit rund 372.900 Beschäftigten einen Gesamtumsatz von 79,4 Milliarden Euro.
Die weltweite Kunststofferzeugung erfolgt zu großen Teilen bei global agierenden Chemiekonzernen wie beispielsweise Asahi Kasei, Basell, BASF, Bayer, Celanese/Ticona, DuPont de Nemours, DSM, und Solvay. Sie liefern ein begrenztes Sortiment an Kunststoffen in Mengen von teilweise mehreren 100 kt pro Jahr. Die Preise für Kunststoffe variieren sehr stark von einigen Eurocent pro Kilogramm für Massenkunststoffe bis hin zu einigen hundert Euro pro Kilogramm für Hochleistungspolymere.

## Verarbeitung

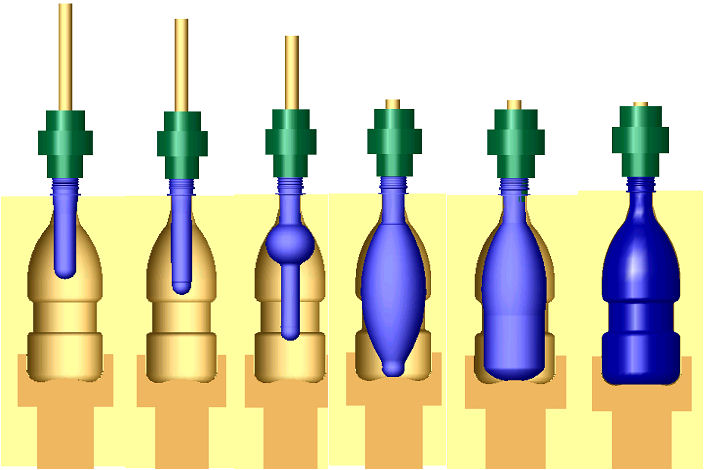
Das Blasform-Verfahren zur Herstellung von Kunststoffflaschen

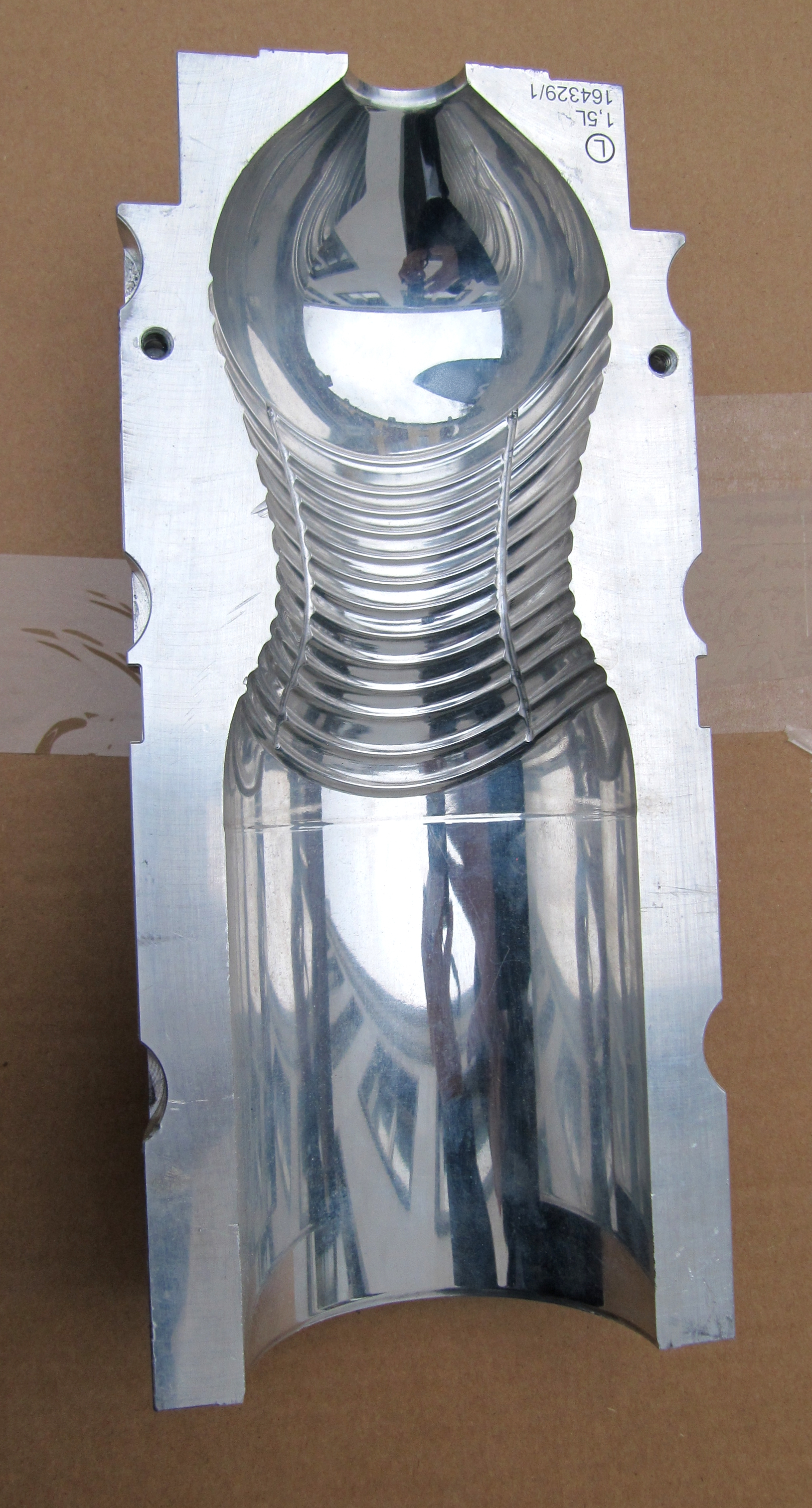
PET-Flaschen-Rohform

Die Kunststoffverarbeitung ist Gegenstand eines eigenständigen Industriezweiges. Es kommt eine Vielzahl von Verfahren zum Einsatz, die teilweise ihren Ursprung in der wesentlich älteren Metallbearbeitung haben und auf die Eigenschaften der Kunststoffe abgestimmt und weiterentwickelt wurden. Wichtige Verfahren sind beispielsweise das Extrudieren, das Spritzgießen oder verschiedene Schäumverfahren. 
Für alle diese Verfahren werden spezielle Maschinen benötigt, die der Kunststoffmaschinenbau zur Verfügung stellt.

## Kunststoffmaschinenbau
Für die Kunststoffverarbeitung, zum Beispiel das Spritzgießen, werden in der Massenfertigung spezielle Maschinen benötigt. Für die Kunststoffverarbeitung sind außerdem besondere Urform-, Umform- und Fügeverfahren bedeutsam.

## Geschichte
Im 19. Jahrhunderts entwickelte sich zunächst die Gummi-Industrie, die Naturprodukte wie Kautschuk aus Malaysia und Brasilien verarbeitete. Eine nächste Entwicklungsstufe begann mit dem Zelluloid. Ab 1869 wurde Zelluloid als Kunststoff verwendet und 1872 entstand die erste Spritzgussmaschine. Später wurde in England das Zellulosenitrat zur Imprägnierung von Textilien und in den USA wurde der Schellack entwickelt.
Das Linoleum wurde 1844 von Frederic Walton erfunden. Es wurde aus Leinöl, Sikkativen und Harzen durch Lufteinblasung gewonnen. Anwendungsbereiche waren Fußbodenbeläge, Wandbekleidungen, Tischflächen.
Der deutsche Chemiker Fritz Hofmann meldete 1909 ein Patent auf den synthetischen Kautschuk Buna an. Polyacrylnitril (PAN) wurde 1930 von Hans Fikentscher und Claus Heuck im Werk Ludwigshafen der damaligen IG Farben erstmals synthetisiert und wurde in der Folgezeit für die Textilindustrie wichtig. Nach der Verdrängung von Leinen und Wolle durch Baumwolle gewannen auch Chemiefasern wie Viskose, die aus dem nachwachsenden Rohstoff Cellulose hergestellt wird, in der Textilindustrie zunehmend an Bedeutung. In Deutschland existiert eine exportstarke Cellulosefaser-Industrie. So wurden 2006 rund 200.000 t Celluloseregenerate produziert.

## Kritik
Grundsätzlich ist Polypropylen gut recycelbar, jedoch ist der Recyclinganteil bisher noch gering. Im Jahr 2017 lag dieser weltweit bei weniger als 1 %, einem der niedrigsten Recyclingwerte aller heute gängigen Verbrauchskunststoffe. Im Jahr 2016 wurden weltweit 17,66 Millionen Tonnen für flexibles Verpackungsmaterial verwendet und 23 Millionen Tonnen geformte Kunststoffteile produziert.